# BiciMAD
BiciMAD és un servei de bicicletes públiques de la ciutat de Madrid. Està gestionat actualment per l'Empresa Municipal de Transports de Madrid, una empresa pública propietat de l'Ajuntament de Madrid.
El servei, originalment concedit a Bonopark SL, va començar a operar el 23 de juny de 2014. BiciMAD va aconseguir per primera vegada la xifra de 57.116 viatgers diaris al setembre de 2023. El sistema comprèn 7.500 bicicletes i 611 estacions.